# Joan Jaramillo
Joan Sebastián Jaramillo Herrera (* 14. dubna 1994, Cali, Kolumbie) je kolumbijský fotbalový obránce, který od léta 2016 působí ve slovenském klubu MŠK Žilina, kam přišel z druholigového mužstva TJ Iskra Borčice. Nastupuje na pravém kraji obrany.

## Klubová kariéra
- Universitario Popayán
- Boyacá Chicó FC 2014 [1]
- TJ Iskra Borčice 2016[1][2]
- MŠK Žilina 2016–[3]